# Brušperk

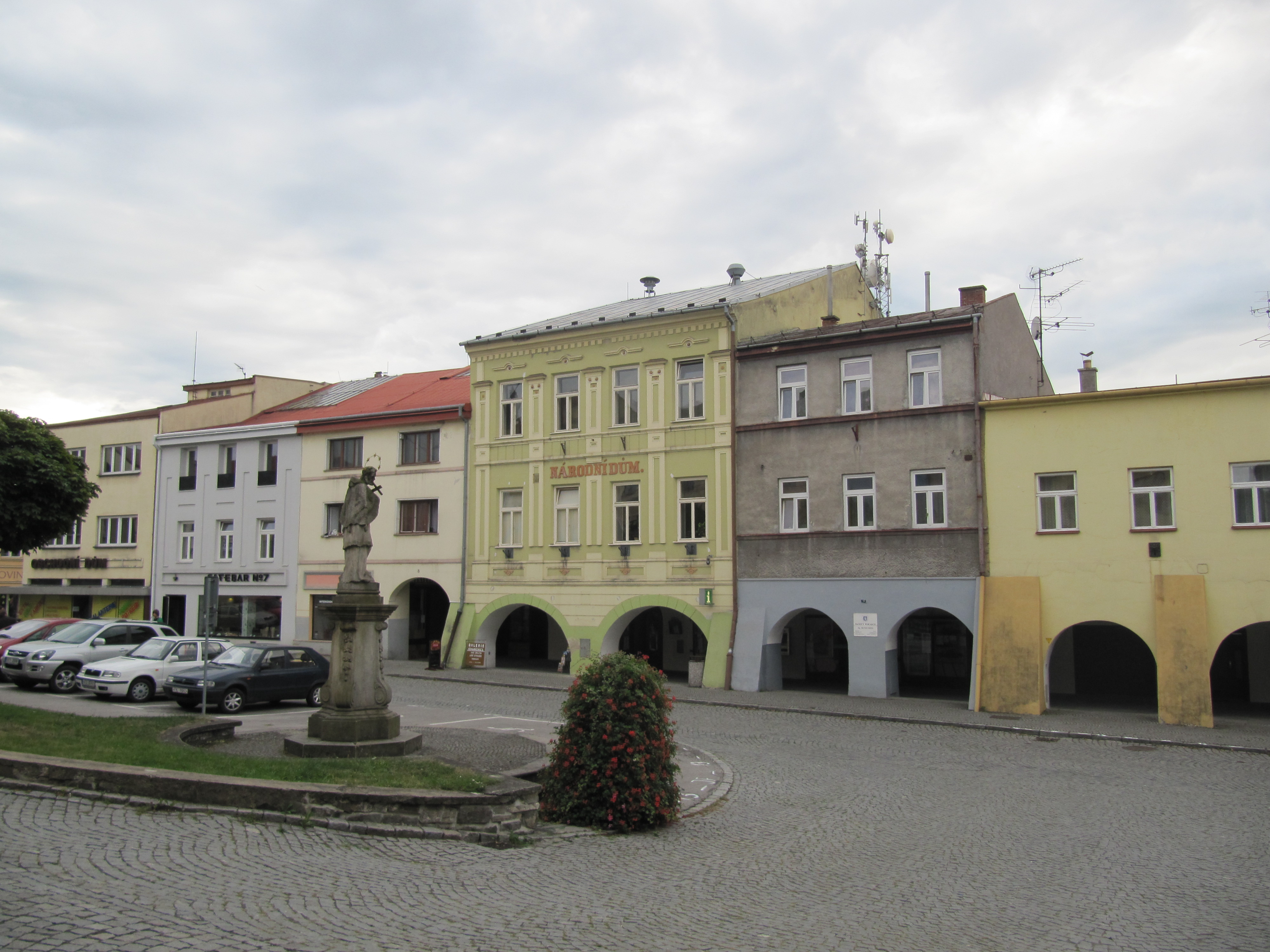
Marktplatz Brušperk (2012)

Brušperk (deutsch Braunsberg) ist eine Stadt mit 3658 Einwohnern in Tschechien. Sie liegt 9 km nordwestlich der Stadt Frýdek-Místek in 265 m ü. M. an der Ondřejnice und gehört dem Okres Frýdek-Místek an.

## Geographie
Die Stadt befindet sich in Nordostmähren in der Ostrauer Pfanne am Rande der Metropolregion Ostrava. Nachbarorte sind Trnávka und Kateřinice im Westen, Stará Ves nad Ondřejnicí und Krmelín im Norden, Staříč im Südosten sowie Fryčovice und Ptáčník im Süden.
Im Stadtzentrum befinden sich größtenteils Barockhäuser. 1992 wurde es zum tschechischen Stadtdenkmal ausgerufen.

## Geschichte
Brušperk wurde in der 2. Hälfte des 13. Jahrhunderts, im Zuge der Besiedlung der Gegend durch den Olmützer Bischof Bruno von Schauenburg gegründet. Die erste schriftliche Nachricht (Brunsperch) stammt vom 6. Dezember 1269. Die entsprechende Liste hat sich jedoch als Fälschung aus späterer Zeit erwiesen. Seit 1305 ist die Pfarrkirche St. Georg nachweisbar.
Es gehörte mit anderen Gemeinden der Umgebung zum Zentrum der Handwerks, vor allem der Tuchfabrikation.

## Söhne und Töchter der Stadt
- Samuel Oppenheim (1857–1928), österreichischer Astronom
- Vojtěch Martínek (1887–1960), tschechischer Schriftsteller, Organisator und Repräsentant des kulturellen Lebens in der Region Ostrau. Seine Interessen galten vor allem dem Theater, dem Rundfunk und dem Journalismus.
- Vladimír Matěj (1920–2005), tschechisch-schwedischer Dirigent
- Josef Matěj (1922–1992), tschechischer Posaunist und Komponist